# Vinjerac
Vinjerac (italsky Castel Venier) je vesnice a přímořské letovisko v Chorvatsku v Zadarské župě, spadající pod opčinu Posedarje. Nachází se asi 8 km od Posedarje. V roce 2011 zde trvale žilo 189 obyvatel.
Sousedními vesnicemi jsou Slivnica a Ždrilo.